# Herzogskrone

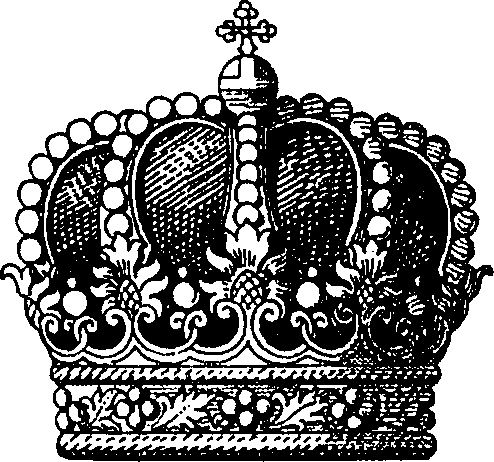
Schematische Zeichnung einer Herzogskrone

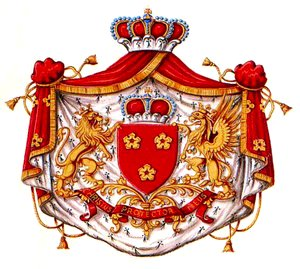
Herzogshut (oben) von Arenberg; über dem Schild: Fürstenhut

Die Herzogskrone (wie auch der Herzogshut) ist ein Rang- und Würdezeichen der Herzöge. Sie wurde teilweise aber auch materiell angefertigt und analog zu anderen Kronen als Insigne landesfürstlicher Macht getragen.

## Herzogskrone
Die Herzogskrone besteht aus einer goldenen Krone (Stirnreif mit Zacken, Blätter darstellend) mit acht mit Perlen besetzten Spangen, die sich oben über dem Mittelpunkt des Reifs treffen. Der Kreuzpunkt der Spangen trägt einen Miniatur-Reichsapfel. Bei der bildlichen Darstellung müssen fünf der Spangen sichtbar sein. Der Zwischenraum der Spangen ist bis oben hin mit einer Purpurmütze ausgefüllt. (Reicht die Höhe der Mütze nur bis zur Hälfte der Spangen, handelt es sich um eine Großherzogskrone.)

## Herzogshut
Der Herzogshut ist im Wesentlichen gleich, nur wird bei ihm der Stirnreif durch ein Hermelinfell komplett verdeckt. 
Ein Sonderfall ist der Erzherzogshut.

## Verwendung

### Verwendung in Deutschland und Österreich
Die Herzogskrone konnte auch von den Prinzen königlicher Familien über dem Wappen getragen werden.
Um ihren Rang zu erhöhen und ihre Souveränität zu unterstreichen, usurpierten einfache Herzöge oder gar nur Fürsten, wie im Falle Anhalts, Braunschweigs oder Monacos, für ihr Wappen die Großherzogskrone statt der ihnen nur zustehenden Herzogs- bzw. Fürstenkrone. Das Herzogtum Sachsen-Weimar-Eisenach führte sogar die Königskrone im Wappen. 
Der Fürst von Schaumburg-Lippe beanspruchte die Herzogskrone für sein Wappen, während sich der Fürst von Lippe mit dem ihm zustehenden Fürstenhut begnügte.
Das Wappen der Steiermark ist mit dem steirischen Herzogshut bedeckt.

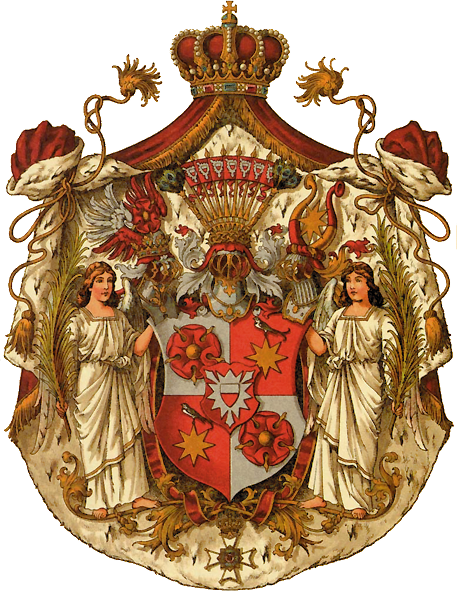
Wappen von Schaumburg-Lippe mit Herzogskrone
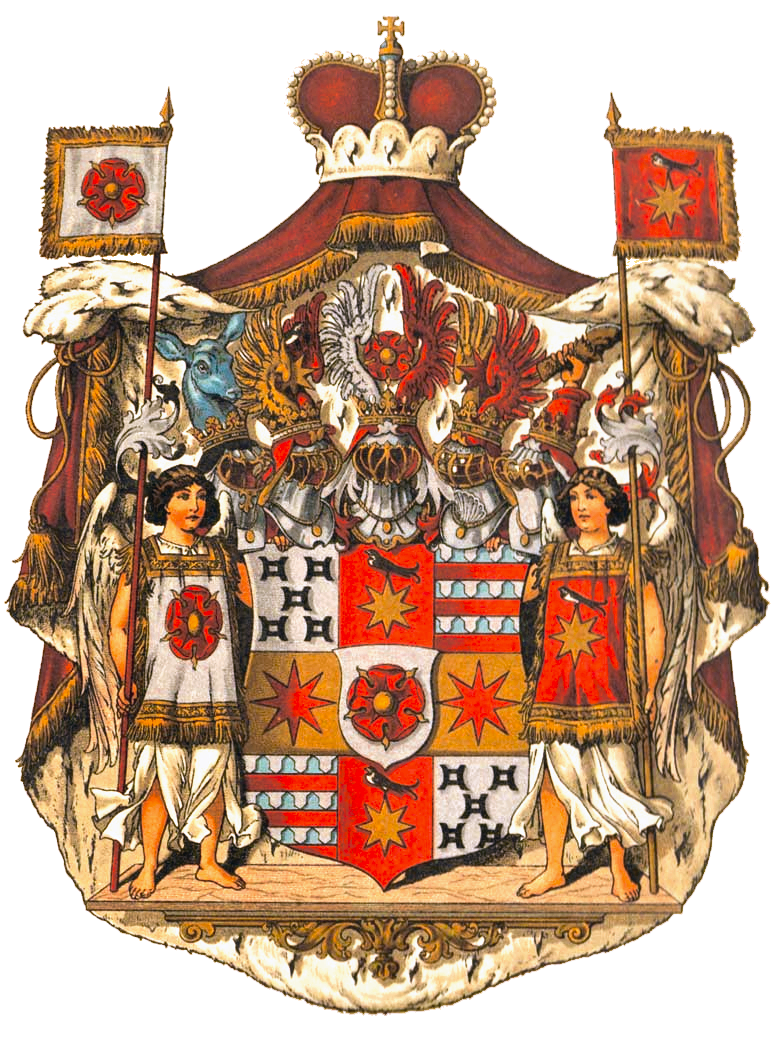
Wappen von Lippe mit Fürstenhut
Das Wappen der Steiermark mit Herzogshut

### Verwendung in anderen europäischen Ländern
- In den Niederlanden und Belgien ist die Krone mit drei Laubblättern und besetztem Stirnreif verbreitet. Zwischen diesen Zacken stehen zwei Perlenzinken. Eine Purpurmütze mit Quaste ist darüber gestülpt.
- Fünf Zacken haben die Herzogskronen in Frankreich, Spanien, Italien und Portugal auf einem einfachen Stirnreif[1].
- In England ist am Stirnreif Hermelin und die fünf Laubzacken sind vergoldet. Die Mütze ist ebenfalls bequastet und in Purpur.